# 峯幸松
峯 幸松（みね ゆきまつ、1873年（明治6年）7月17日 - 1958年（昭和33年）5月26日）は、日本の陸軍軍人。最終階級は陸軍中将。位階および勲等は正五位・勲二等。

## 経歴
長崎県出身。旧大村藩士の士族峯麓の三男として生れる。1896年（明治29年）5月、陸軍士官学校（7期）を卒業、翌年1月歩兵少尉に任官し、歩兵第24連隊付となる。1899年（明治32年）11月、歩兵中尉に昇進。1903年（明治36年）2月、第10憲兵隊副官に就任。1904年（明治37年）2月、韓国駐屯憲兵隊付となり、同年9月、憲兵大尉に進んだ。1905年（明治38年）1月、遼東守備軍司令部付となる。
1905年12月、関東憲兵隊付となり、1906年（明治39年）4月から1909年（明治42年）10月まで清国応聘。1909年12月、東京憲兵隊分隊長に転じ、1911年（明治44年）1月、憲兵少佐に昇進し旭川憲兵隊長に就任。1912年（大正元年）9月、憲兵練習所長に転じた。1914年（大正3年）12月、憲兵中佐に進み広島憲兵隊長に就任。第一次世界大戦において1915年（大正4年）7月から青島守備軍憲兵隊長となった。1918年（大正7年）11月、京都憲兵隊長に転じ、1919年（大正8年）9月、憲兵大佐に昇進し憲兵司令部付となる。
1920年（大正9年）7月、関東憲兵隊長に就任し、1924年（大正13年）2月、陸軍少将に進級。第6師団司令部付を経て、1927年（昭和2年）3月、 憲兵司令官に就任。1929年（昭和4年）8月、陸軍中将に進み、1931年（昭和6年）8月に待命となり、同月、予備役に編入された。
1947年（昭和22年）11月28日、公職追放仮指定を受けた。

## 親族
- 娘婿：大越兼二（憲兵大佐）[1]